# Shelkar Chöchung
| Tibetische Bezeichnung                    |
| ----------------------------------------- |
| Tibetische Schrift: shel dkar chos 'byung |

Shelkar Chöchung (tib.: shel dkar chos 'byung) ist ein Werk der tibetischen historiographischen Chöchung (chos 'byung) -Gattung. Es ist eine Geschichte des Klosters Shelkar Chöde (shel dkar chos sde). und umfasst Religion und Politik des Ortes Shelkar im Südlichen Latö (la stod lho) in Tibet.
Die 1732 fertiggestellte Chronik ist eine wichtige Quelle für die Geschichte der Zehntausendschaft Latö Lho. Sie wurde von Ngawang Kelden Gyatsho (ngag dbang skal ldan rgya mtsho) verfasst, einem ehemaligen Abt.
Das Werk ist 2012 als der 61. Band der Schneeland-Buchreihe (gangs can rig mdzod), der wichtigsten historischen tibetischen Buchreihe, erschienen.